# Броварківський курганний могильник
Брова́рківський курга́нний моги́льник - пам'ятка археології національного значення (одна з двох на теренах Гадяччини), знаходиться на території села Броварків Гадяцького району на мису, утвореному річками Пслом та Грунню. Курганний могильник скіфського часу (VI - IV ст. до н.е.) належить до виразних поховальних некрополів краю з понад столітньою історією вивчення. Це найбільший серед відомих курганний могильник скіфського часу не лише на Гадяччині, а й у Попсіллі, а за розмірами збережених насипів - найбільший на теренах усієї Полтавської області.

## Місцезнаходження
Знаходиться в межах центральної та західної частини Броварків, а також на відстані до 0,50 км на північний захід від села, на схилі та краю плато корінної тераси високого правого берега р. Псла, в ур. Могилках.
Близько 200 курганів розташовуються вздовж правого берега Псла на площі 1,5 х 0,3 км. Висота окремих насипів 6—12 м. Майже всі кургани орються. 

## Історія дослідження
- Уперше пам'ятка потрапила до поля зору під час проведення анкетування 1873 р., що були оприлюднені друком лише в 1917 р. Про Броварківські кургани говорилося, що вони розкопувалися під час будівництва, але в них нічого не було виявлено.
- У 1902 р. розкопки на Броварківському могильнику розпочали М.Ю. Бранденбург і С.А. Мазаракі та паралельно з ними - В.В. Хвойка. Роботи здійснювалися впродовж двох тижнів. М.Ю. Бранденбургом у 1902 р. розкопано 5 курганів. Один із насипів, чи не найбагатший, розкопувався С.А. Мазаракі. Висота досліджених курганів складала 4 (2,85 м), 5 (3,55 м) та 6 аршин (4,25 м) (одному висота не зазначена), причому всі вони розорювалися навіть на той час, певно розмішувалися вони в «польовій» частині.
- Синхронно, в 1902 р., попутно із дослідженнями слов’янського могильника 5 курганів на могильнику розкопав B.В.Хвойка. Серед інгумацій та кремацій усі поховання були по кілька разів пограбовані.
- Надалі дослідження Броварківського курганного могильника скіфського часу були продовжені М.О. Макаренком 1908 р., котрий попередньо приїздив на місце майбутніх розкопок улітку 1907 р. З кінця червня по 12 липня 1908 р. ним було досліджено 7 курганів (можливо, й сучасний насип з пунктом тріангуляції). Більш-менш докладно описане лише одне з поховань, що виявилося непограбованим.
- У 1948 р. частина насипів могильника скіфського часу обстежувалася в контексті огляду некрополю слов’яноруської доби Дніпровською Лівобережною археологічною експедицією ІІМК АН СРСР під керівництвом І.І.Ляпушкіна.
- У 1954 р. могильник оглядала Лівобережна група Середньодніпровської експедиції ІА АН УРСР на чолі з В.А. Іллінською.
- Г.О. Сидоренко у «Довіднику» 1982 р. в околицях с. Броварки називає дві групи курганів, зокрема «на землях колгоспу «Червона Україна», на північний захід від села, безпосередньо біля нього - компактна група, що складається з 9 курганів» та суто «... курганний могильник скіфського часу VI - V ст. до н.е.». Здається, вона мала на увазі саме польову частину єдиного Броварківського могильника, розділеного нею за певними міркуваннями на дві окремі групи. Таким чином, маємо відзначені співробітницею Полтавського краєзнавчого музею на 1970 - початок 1980-х рр. лише 9 насипів у складі цієї, «польової», частини могильника.
- Упродовж 1989—1993 рр. археологічна експедиція Полтавського державного педагогічного інституту ім. В.Г. Короленка під керівництвом П.Я. Гавриша розкопала 5 курганів, що знаходилися в північно-західній, «польовій» розорюваній частині могильника. Цікаво, що перший із досліджених насипів натрапив на місце розкопок початку XX ст. Лише два з них дали речовий матеріал для характеристики і, насамперед, датування комплексів.
- У 2009 та 2011 рр. могильник обстежувався співробітниками Центру охорони та досліджень пам’яток археології управління культури Полтавської облдержадміністрації. Так. 2009 р., В.В.Шерстюком було здійснене комплексне обстеження й складання плану «польової» частини некрополю, а ним же та О.Б.Супруненком у 2011 р., під час інвентаризації пам’яток археології Полтавської області, оглянуто та зафіксовано збережені кургани «сільської» ділянки.

## Опис
Могильник (близько 200 курганів) знаходиться на високому плато правого корінного берега р. Псел, на південному схилі корінного берега та на його максимальному підвищенні. Видовженою смугою він простягся вздовж річки, займаючи частково ділянку великого відрогоподібного виступу між Пслом і його правою притокою - р. Грунню (Грунню Руською). Під час складання плану 2009 р. в складі могильника було виділено дві частини, що умовно отримали назви «сільська» та «польова» за своїм ситуаційним розміщенням.
У польовій частині зафіксовано 66 курганів, із них отримав великий задернований курган на полі, з пунктом тріангуляції на верхівці. Окрім насипу збереглося лише 6 курганів висотою 1,0 м та більше, значна частина (26) має нівельовану висоту 0,30 - 0,40 м. тобто, вже майже не вгадується по вертикальній шкалі, а ловиться хіба що за плямами викидів та розораних насипів.
Щодо планіграфії цієї частини могильника помітно, що найбільші насипи займали центральну вісь групи, видовжену в напрямку з північного сходу на південний схід, по довгій осі могильника, певно, продовжуючись таким же чином і в «сільській частині». Групової чи рядової конструкції майже не вгадується. Лише ряд дрібних периферійних насипів на північ та північний схід від кургану простягтися окремішньо умовним ланцюжком, у тому ж напрямку, що й основний масив могильника. Ряд курганів  розміщуються неподалік схилу-урвища корінного берега.
У «сільській» частині збереглося щонайменше 11 більшою мірою задернозаних курганів (іще 1 виявлений обмеженнями 2011 р.). На одному з них встановлено охоронний знак з надписом "Курган". Деякі з курганів використовуються як «місця відпочинку», поли - як присадибні ділянки, принаймні в одному влаштований великий цегляний льох. У західній частині села знаходиться сучасний найбільший насип групи, що ще на малі сер. XX ст. мав відносну висоту 12 м.
Простежується зв'язок з Книшівським городищем, що знаходиться неподалік. Поруч з курганним могильником скіфського часу біля села Броварки розташований слов'янський могильник.

## Знахідки
Майже всі із досліджених курганів могильника виявилися пограбованими. Серед знахідок численні елементи озброєння, деталі кінського спорядження, прикраси та предмети особистого вжитку, ліпний місцевий та античний кружальний посуд тощо.
Небіжчиків ховали у просторих ямах, укріплених деревом або в дерев'яних склепах. У похованнях виявлено посуд, знаряддя праці, озброєння скіфського воїна, залишки кінської вуздечки.
Нині в складі Броварківського курганного могильника скіфського часу досліджено щонайменше 21 насип з комплексами вказаного періоду, ще в одному поховання не виявлено. Матеріали з розкопок М.Ю. Бранденбурга та С.А. Мазаракі 1902 р. були передані до Санкт-Петербурзького Артилерійського музею, і нині зберігаються в Державному Ермітажі в м. Санкт-Петербург. Кілька речей були передані В.В. Хвойці. Знахідки із досліджень останнього, у т.ч. - моноліт-макет з похованням, а також - бронзове дзеркало та уламок гладкого срібного браслета, передані М.Ю. Бранденбургом, потрапили до Київського історичного музею. Певно, частина знахідок із розкопок М.О. Макаренко 1908 р. також потрапила до цих фондів (напр., частина ноги людини з двома наконечниками стріл). Частина знахідок із означених досліджень перебувають у Чернігівському історичному музеї. Матеріали з розкопок 1989—1993 pp. зберігаються у фондах Полтавського краєзнавчого музею.

## Визнання
Рішенням виконавчого комітету Полтавської обласної ради депутатів трудящих № 529 від 10 грудня 1970 р. об’єкт занесений до переліку археологічних пам’ятників.
Рішенням Полтавської обласної ради № 301 від 08 липня 1975 р. навколо кожного насипу кургану некрополю встановлена п’ятдесятиметрова охоронна зона. Як показують матеріали облікової документації (картосхеми паспортів), під охороною у складі могильника фактично перебував лише один насип в центральній частині села, на якому й було встановлено охоронний знак, та цілий масив групи у польовій частині.
Рішенням виконавчого комітету Полтавської обласної ради народних депутатів від 23 квітня 1982 року за № 247 «Про затвердження переліку пам’яток історії та культури області, взятих на державний облік і охорону» могильник взятий на облік як пам’ятка історії та культури.
Об’єкт включений Постановою колегії Управління культури Полтавської обласної ради народних депутатів від 10 лютого 1992 р. до переліку нововиявлених об’єктів археології за порядковим номером № 176 (під одним номером із слов’яноруським некрополем). 
Постановою Кабінету Міністрів України від 3 вересня 2009 р. № 928 «Про занесення об'єктів культурної спадщини національного значення до Державного реєстру нерухомих пам'яток України» курганний могильник включенений до національного реєстру за № 160014-Н.